# 昭和町 (東京都北区)
昭和町（しょうわまち）は、東京都北区の町名。現行行政地名は昭和町一丁目から昭和町三丁目。全域が住居表示実施済み。

## 地理
東京都北区の南部東端部に位置し滝野川地域内にあたる。南北に細長い町域をしており、南部が昭和町一丁目、中部が同二丁目、北部が同三丁目として区画される。町域中央を南北に明治通りが縦走し、西辺をJRの線路と駅が所在する。滝野川警察署・滝野川消防署が当地の管轄に当たる。

## 歴史
1889年（明治22年）の町村制施行時点における北豊島郡滝野川村（1913年に町制施行し滝野川町へ）大字中里・上中里の一部であり、1930年に町名変更により国鉄東北本線以東が大字昭和町一丁目-三丁目として分離・成立した。滝野川町は1932年（昭和7年）に東京市へ編入され滝野川区へ移行し、1947年（昭和22年）には滝野川区が王子区と合併し北区が成立し、北区昭和町となった。
1966年に昭和町に住居表示が施行され、昭和町一丁目・二丁目・三丁目をそのまま継承し改めて昭和町一丁目・二丁目・三丁目が成立し現在に至っている。

### 町名の変遷
| 実施後       | 実施年月日               | 実施前       |
| ------------ | ------------------------ | ------------ |
| 昭和町一丁目 | 1966年（昭和41年）2月1日 | 昭和町一丁目 |
| 昭和町二丁目 | 1966年（昭和41年）2月1日 | 昭和町二丁目 |
| 昭和町三丁目 | 1966年（昭和41年）2月1日 | 昭和町三丁目 |

## 世帯数と人口
2023年（令和5年）1月1日現在（東京都発表）の世帯数と人口は以下の通りである。
| 丁目         | 世帯数    | 人口    |
| ------------ | --------- | ------- |
| 昭和町一丁目 | 837世帯   | 1,278人 |
| 昭和町二丁目 | 1,087世帯 | 1,910人 |
| 昭和町三丁目 | 249世帯   | 408人   |
| 計           | 2,173世帯 | 3,596人 |

### 人口の変遷
国勢調査による人口の推移。
| 年                 | 人口  |
| ------------------ | ----- |
| 1995年（平成7年）  | 2,444 |
| 2000年（平成12年） | 2,382 |
| 2005年（平成17年） | 2,772 |
| 2010年（平成22年） | 2,879 |
| 2015年（平成27年） | 2,940 |
| 2020年（令和2年）  | 3,503 |

### 世帯数の変遷
国勢調査による世帯数の推移。
| 年                 | 世帯数 |
| ------------------ | ------ |
| 1995年（平成7年）  | 1,020  |
| 2000年（平成12年） | 1,085  |
| 2005年（平成17年） | 1,308  |
| 2010年（平成22年） | 1,437  |
| 2015年（平成27年） | 1,559  |
| 2020年（令和2年）  | 1,942  |

## 学区
区立小・中学校に通う場合、学区は以下の通りとなる（2023年10月時点）。
| 丁目         | 番地 | 小学校                 | 中学校           |
| ------------ | ---- | ---------------------- | ---------------- |
| 昭和町一丁目 | 全域 | 北区立滝野川第五小学校 | 北区立堀船中学校 |
| 昭和町二丁目 | 全域 | 北区立滝野川第五小学校 | 北区立堀船中学校 |
| 昭和町三丁目 | 全域 | 北区立滝野川第五小学校 | 北区立堀船中学校 |

## 交通

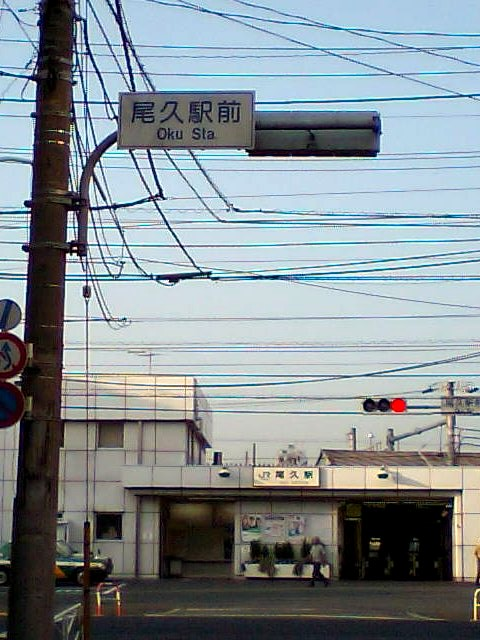
尾久駅前交差点

### 鉄道
- JR■宇都宮線・■高崎線（上野東京ライン）尾久駅
  - 書類上は東北本線に属し、上野駅から宇都宮・高崎・東海道線小田原方面へ向かう中距離電車が発着する。

### 道路
- 東京都道306号王子千住夢の島線（明治通り）

### 路線バス
明治通り上に「昭和町三丁目」「尾久駅前」の各バス停が設置されており、下記の系統が通過する。
- 東京都交通局（都営バス）
  - 草64：池袋駅東口 - 王子駅前 - 尾久駅前 - 新三河島駅前 - 三ノ輪二丁目 - 浅草雷門南

## 事業所
2021年（令和3年）現在の経済センサス調査による事業所数と従業員数は以下の通りである。
| 丁目         | 事業所数  | 従業員数 |
| ------------ | --------- | -------- |
| 昭和町一丁目 | 80事業所  | 509人    |
| 昭和町二丁目 | 105事業所 | 925人    |
| 昭和町三丁目 | 37事業所  | 483人    |
| 計           | 222事業所 | 1,917人  |

### 事業者数の変遷
経済センサスによる事業所数の推移。
| 年                 | 事業者数 |
| ------------------ | -------- |
| 2016年（平成28年） | 223      |
| 2021年（令和3年）  | 222      |

### 従業員数の変遷
経済センサスによる従業員数の推移。
| 年                 | 従業員数 |
| ------------------ | -------- |
| 2016年（平成28年） | 2,120    |
| 2021年（令和3年）  | 1,917    |

## 施設
- 北区立滝野川第五小学校
- 北区立昭和町図書館

### 廃止された施設
- 戸山無軌条電車営業所昭和町派出所 - 都営トロリーバスの関連施設。
  - 都営バス滝野川営業所昭和町分車庫 - 上記トロリーバス廃止後に設置された路線バス営業所（分車庫）。現在の都営バス北営業所の礎となる[16]。

## その他

### 日本郵便
- 郵便番号 : 114-0011[3]（集配局 : 王子郵便局[17]）。